# Atum
| t · U15 | A40 |

| t · U15 | A40 |

Atum (egip. Itm) – jeden z głównych i najstarszych bogów starożytnego Egiptu. Razem z Ra, Horachte i Chepri był bogiem słońca i stworzenia. Imię jego można przetłumaczyć jako formę znaczenia pozytywnego, Znakomity Jeden, albo Całość, lub znaczenia negatywnego, Ten jeden, który jeszcze nie istnieje. Atum jest dobrze udokumentowany w różnych tekstach ikonograficznych i religijnych. Przedstawiany był jako człowiek, który miał na głowie Etfu. Jest jednym z ośmiu lub dziewięciu bogów najczęściej wymienianych w Tekstach Piramid. Atum był głównym bóstwem Heliopolis, jego kult zyskał duże znaczenie już w Starym Państwie. Jego najbardziej istotną naturą było samo tworzenie i stworzenie pierwszych bogów.  Był uosobieniem początku i doskonałości. W Tekstach Trumiennych i innych religijnych tekstach jest nazywany Władcą Całości, więc jest bogiem uniwersalnym.
Jego młodzieńcza wersja była nazywana Nefertumem.

## Enneadaz Helopolis
Atum był głównym bogiem z enneady z Helopolis, znanej także jako Wielka Enneada. W micie kreacyjnym zasiadał na pagórku, który wyłonił się z chaosu Nun i przez masturbację stworzył Szu i Tefnus, którzy zaś spłodzili Geba i Nut. Ich dziećmi byli zaś Ozyrys, Izyda, Set i Neftys. Atum miał wprowadzić ład do chaosu, rozpoczynając wszelki byt.

## Atum jako stworzyciel
W kosmogonii heliopolitańskiej Atum był bogiem stworzenia, który wyłonił świat z chaosu poprzez masturbację. Teksty Piramid mówią nam o tym bogu jako Ten, który stworzył sam z siebie. Według papirusu Bremner-Rhind Atum powiedział: Wszystko pojawiło się po tym, jak powstałem ja... nie istniało żadne niebo i żadna ziemia... sam stworzyłem każdą istotę... postępowałem z moją pięścią jak mąż... kopulowałem ze swą ręką.
Miał on dwie natury, które mogły zapoczątkować wszystko lub zakończyć wszystko. W Księdze Umarłych w rozmowie Atuma z Ozyrysem ten pierwszy oświadcza, że może zniszczyć świat oraz zesłać wszystkich bogów i całą ludzkość z powrotem w prehistoryczne wody (Nun), z których świat powstał. Od najwcześniejszych dynastii w Heliopolis był reprezentowany i uwielbiany jako aspekt świętego kamienia Ben-Ben. W Heliopolis Atum jest identyfikowany z prapagórkiem, co potwierdza Księga Piramid: „O Atumie, kiedy powstałeś, wyrosłeś jako wysokie wzgórze, błyszczałeś jako kamień Benben w świątyni Feniksa w Heliopolis”.
Zaklęcie 1130 z Tekstów Piramid opowiada o tym, że gdy nastąpi koniec świata, jedynymi którzy przetrwają, będą to bogowie Atum i Ozyrys pod postacią węży, „ludzie ich nie poznają, a bogowie nie zobaczą”.